# Vesna va veloce
Vesna va veloce è un film del 1996 diretto da Carlo Mazzacurati.

## Trama
Vesna è una ragazza ceca arrivata in Italia con un pullman turistico. A Trieste decide di abbandonare i suoi connazionali e restare in Italia, totalmente priva di denaro, inizia una serie di traversie che la portano a darsi alla prostituzione per sopravvivere.
L'incontro con Antonio darà una svolta alla sua vita. Antonio la cura e la accudisce quando Vesna viene ferita con un coltello da un protettore, che le ruba soldi e passaporto. A casa dell'italiano, Vesna conosce la serenità e nasce un sentimento molto bello fra i due, ma il passato di lei continua a essere un ostacolo. Antonio non si fida, è innamorato, ma la reticenza di Vesna sulla sua origine lo porta a pensare che i sentimenti di lei non siano sinceri e inizia a trattarla male.
Vesna decide così di partire per Roma e in una lettera a una sua amica scrive: "Le persone che ti vogliono bene vogliono tenerti vicino a loro e finiscono per farti soffrire". Antonio si offre di accompagnarla a Milano, ma durante il viaggio hanno un incidente di auto e Vesna, senza documenti, viene accompagnata a Firenze per essere poi rimpatriata. Approfittando di una sosta e della distrazione dei carabinieri, Vesna riesce a scappare lanciandosi di corsa sull'autostrada forse per porre fine alla sua vita o forse in un gesto sconsiderato ma trovandosi davanti ad un camion che inchioda e sbanda. Accade quindi un grave incidente che coinvolge diversi veicoli.
Subito dopo mentre la gente sul posto è sconvolta dalla tragedia si intravede lo spirito di Vesna che corre su una collina e continua la sua corsa, finalmente libera.

## Riconoscimenti
- 1997 - David di Donatello
  - Nomination Migliore attore non protagonista a Antonio Albanese
- 1997 - Nastro d'argento
  - Nomination Migliore attore protagonista a Antonio Albanese
- 1997 - Festival di Venezia
  - Premio Pasinetti per la migliore attrice a Tereza Grygarová
  - Nomination Leone d'oro a Carlo Mazzacurati
- 1997 - Ciak d'oro
  - Migliore sonoro in presa diretta a Bruno Pupparo[1]

## Curiosità
- Alcuni brani della colonna sonora sono del gruppo torinese dei Mau Mau che cantano in dialetto piemontese.
- La canzone Ask della band inglese The Smiths è presente nel film, in una scena in cui viene ballata dai due protagonisti.
- Alcune scene del film vennero girate nello spazio  "Quadrare il Circolo", Mazzacurati lo definì una riserva indiana a Rimini.